# 斑点莎瑙鱼
斑点莎瑙鱼（学名：Sardinops melanosticta）为鲱科莎瑙鱼属的鱼类。分布于朝鲜、日本、俄罗斯远东诸海以及南海、东海和黄海等海域，属于近岸中上层洄游性集群鱼类。该物种的模式产地在日本。
斑点莎瑙鱼的肉可供食用，为经济鱼类。